# Kijaksar
Kijaksar (vladao od 625. do 585. pr. Kr.) je bio vladar iz iranske dinastije Medijaca, te najuspješniji kralj Medijskog Carstva.

## Ime i etimologija
Značenje imena „Kijaksar“ i danas predstavlja nepoznanicu, no poznato je kako se radi o grčkoj izvedenici (Kyaxárēs) perzijske riječi Uvakhšatara. Na akadskom jeziku spominje se kao Umakištar, na elamskom kao Ma-ak-iš-tar-ra, a na frigijskom Ksuwaksaros.

## Obitelj
Kijaksar je bio unuk Dejoka (osnivača Medijskog Carstva), odnosno sin Fraorta kojeg je naslijedio nakon njegove smrti 625. pr. Kr. Povjesničar Beros tvrdi kako se Kijaksar oženio kćeri Babilonijskog kralja Nabopolasara, no ne zna se je li to bila njegova prva ili jedina žena. Njegov sin i prijestolonasljednik bio je Astijag, inače posljednji medijski kralj. S obzirom na kontradiktorne kronološke podatke povjesničara Ktezija i Berosa, ne može se sa sigurnošću utvrditi je li princeza Amitis bila Kijaksarova kćer, ili pak unuka (Astijagova kćer). Babilonijski povjesničar Beros spominje kako je nakon pada Novoasirskog Carstva 614. pr. Kr. sklopljen diplomatski brak između medijske princeze Amitis i babilonskog vladara Nabukodonosora II. (630. – 561. pr. Kr.), čime se želio učvrstiti medijsko-babilonski savez. Također, u doba Kijaksarove vladavine sklopljen je i diplomatski brak između njegovog sina Astijaga i Arijene, sestre lidijskog vladara Kreza.

## Povijesni izvori
Većina povijesnih izvora o životu Kijaksara temelji se na djelima grčkog povjesničara Herodota. Drugi antički povjesničari koji su spominjali Kijaksara su Ktezije i Beros, no njihove informacije smatraju se manje pouzdanima posebice zbog neusklađene kronologije. Ostali povijesni dokumenti uključuju kronike babilonskih vladara Nabopolasara i Nabukodonosora II., te biblijsku Knjigu o Nahumu koja detaljno opisuje pad asirskog grada Ninive.

## Politički život

### Borbe sa Skitima
Kijaksar je započeo svoju vladavinu pod nepovoljnim uvjetima. Njegov otac Fraort poginuo je u pohodima protiv Novoasirskog Carstva, pri čemu je medijska vojska doživjela je velike gubitke. Kijaksar je nakon očeve smrti okupio sve raspoložive vojne snage, te krenuo u odlučan osvetnički pohod protiv Asiraca. Zapamćen je kao vojskovođa iznimnih sposobnosti; bio je prvi vladar u povijesti koji je vojsku podijelio na posebne jedinice pješaka-kopljanika, strijelaca i konjanika, budući kako su pomiješani rodovi vojske prethodno dovodili do meteža na bojištu. Medijci predvođeni Kijaksarom pobijedili su Asirce u bitci, a potom su postavili opsadu oko asirske metropole Ninive.
Ipak, dok je medijska vojska bila u Asiriji, golema vojska Skita predvođena Madijem napala je Medijsko Carstvo i porazila Kijaksara koji im se pokušao suprotstaviti. Grčki povjesničar Herodot tvrdi kako su Skiti tada ovladali većim dijelom (njemu poznate) Azije, a napredovanje prema Egiptu spriječio je faraon Psamtik I. koji im je poklonio pregršt darova. Nakon 28 godina skitske dominacije nad Medijskim Carstvom koju su obilježili brutalnost i visoki porezi, Kijaksar je podigao ustanak i porazio Skite. Herodot navodi kako je Kijaksar namamio skitske vođe na banket, napio ih a potom pogubio. Preživjeli su pobjegli u maloazijsku Lidiju, što je dovelo do medijsko-lidijskih političkih tenzija.

### Osvajanje Asirije
Godine 614. pr. Kr. Kijaksar je pokušao ostvariti naum svog oca i konačno ukloniti asirsku opasnost sa zapada. Medijsko Carstvo sklopilo je savez s babilonskim kraljem Nabopolasarom te su zajedničkim snagama napali Novoasirsko Carstvo na dva fronta. Već krajem godine Medijci su prisvojili asirsku provinciju Arrapkhe (područje oko današnjeg grada Kirkuka), a potom i Tarbis koji se nalazio uz rijeku Tigris sjeverno od Ninive. Iste godine palo je i asirsko religijsko središte Ašur što je Medijcima donijelo golema bogatstva i time ojačalo njihovo carstvo. U međuvremenu su na jugu napredovali i Babilonci, koji nisu stigli sudjelovati u bitci za Ašur a time ni u podijeli plijena. Ipak, diplomatske veze Medije i Babilonije ojačane su Kijaksarovom ženidbom Nabopolasarove kćeri (prema Berosu).
Medijci i Babilonci ponovo su udružili snage 612. pr. Kr. kada su krenuli u napad na asirski glavni grad Ninivu, čiji je pad detaljno opisan u biblijskoj Knjizi o Nahumu. Ostaci asirske vojske predvođeni njihovim posljednjim vladarom Ašur-ubalitom II. uspjeli su se probiti kroz linije opsade i pobjeći u Haran gdje su poraženi 609. pr. Kr. Ova medijsko-babilonska pobjeda označila je konačan pad Novoasirskog Carstva, odnosno njegovu podijelu između dva osvajača. Nedugo nakon ratova protiv Asiraca Medijsko Carstvo pripojilo je i kraljevstvo Urartu na sjeveru, a granica između Medijskog i Babilonskog Carstva određena je južno od Ašura i Harana.

### Pohodi protiv Lidije
Krajem 7. stoljeća pr. Kr. u Maloj Aziji raste utjecaj Lidije, koju su povoljan geostrateški položaj i trgovina pretvorili u jednu od najbogatijih država tog doba. Prema Herodotu, Kijaksar je pokrenuo rat protiv Lidije zato što je ta zemlja prihvatila skitske bjegunce koji su prevarili Medijce na način da su na jednom banketu umjesto lovine poslužili medijskog dječaka. Lidijski kralj Alijat II. odbio je izručiti bjegunce Kijaksaru, što je dovelo do petogodišnjeg rata.
Antički izvori govore kako se na dan odlučujuće bitke kod Halisa dogodila pomrčina Sunca što su i lidijske i medijske snage protumačile kao znak nadnaravne sile koja ih želi primiriti. Budući kako se datumi pomrčine astronomski mogu odrediti, bitka kod Halisa predstavlja jedan od najstarijih precizno određenih povijesnih događaja (28. svibnja 585. pr. Kr.). Mir je sklopljen uz posredništvo Babilonaca i Cilicijanaca, a sklopljen je i diplomatski brak između Kijaksarovog sina Astijaga i Alijatove kćeri Arijene čime je ojačan njihov savez. Granica između dvije moćne države određena je rijekom Halis (Kizil). Iste godine Kijaksar umire, a na prijestolje dolazi njegov sin Astijag.

## Kronologija
- 625. pr. Kr. - Kijaksar stupa na prijestolje Medijskog Carstva.
- 614. pr. Kr. - Medijski pohod protiv Novoasirskog Carstva; pad Ašura.
- 612. pr. Kr. - Kijaksar i njegov babilonski saveznik kralj Nabopolasar osvajaju Ninivu što je označilo kraj Novoasirskog Carstva.
- 609. pr. Kr. - Zadnji asirski kralj Ašur-ubalit II. pogiba pri opsadi Harana.
- 610-ih pr. Kr. - Medijsko Carstvo pripaja kraljevstvo Urartu u Armeniji.
- 610-ih pr. Kr. - rođenje Astijaga, Kijaksarovog sina.
- 585. pr. Kr. - nakon bitke pomrčine sklopljen medijsko-lidijski mirovni sporazum.
- 585. pr. Kr. - smrt Kijaksara.

## Poveznice
- Medijsko Carstvo
- Astijag

| Prethodnik:                          | Kralj Medije (cca 625. - 585. pr. Kr.) | Nasljednik:                       |
| Madije (cca 653. - cca 625. pr. Kr.) | Kralj Medije (cca 625. - 585. pr. Kr.) | Astijag (cca 585. - 550. pr. Kr.) |

## Vanjske poveznice
- [neaktivna poveznica]
- Kijaksar (Livius.org, Jona Lendering) Arhivirana inačica izvorne stranice od 13. rujna 2013. (Wayback Machine)
- Kijaksar (Cyaxares), AncientLibrary.com  Arhivirana inačica izvorne stranice od 19. listopada 2012. (Wayback Machine)
- Kijaksar (Encarta enciklopedija)  Arhivirana inačica izvorne stranice od 21. kolovoza 2009. (Wayback Machine)
- Kijaksar (enciklopedija Britannica)